# Festival international du film de Thessalonique 2001
Le Festival international du film de Thessalonique 2001 fut la 42e édition du Festival international du film de Thessalonique. Elle se tint du 9 au 18 novembre 2001.

## Jury
- Président : John Boorman
- Jurés :
  - Paweł Pawlikowski
  - Nuri Bilge Ceylan
  - Yannis Kokkos
  - Eduardo Antin (Quintin)
  - Sóti Triantafýllou
  - Ana Sofrenovic

## Films sélectionnés
- En ouverture : Va savoir
- En clôture : Lucky Break

## Palmarès
- Tirana, année zéro (Fatmir Koçi) : Alexandre d'or
- Mariage tardif (Dover Kosashvili) : Alexandre d'argent
- Hsiao Ya-chuan (Ming Dai Ahui Zhu) : meilleur réalisateur
- Dover Kosashvili (Mariage tardif) : meilleur scénario
- Mayu Ozawa (Shōjo) et Ronit Elkabetz (Mariage tardif) : meilleures actrices ex æquo
- Alexandru Papadopol (en) (Marfa si banii) et Vuk Kostić  (Apsolutnih sto) : meilleurs acteurs ex æquo
- Ming Dai Ahui Zhu (Hsiao Ya-chuan) : prix artistique pour les images et la musique